# Platyobria singularis
Platyobria singularis är en insektsart som beskrevs av Taylor 1987. Platyobria singularis ingår i släktet Platyobria och familjen rundbladloppor. Inga underarter finns listade i Catalogue of Life.